# Joseph Jaubert de Réart
Pour les articles homonymes, voir Jaubert.
Joseph Jaubert de Réart, né le 30 décembre 1792 à Ponteilla (Pyrénées-Orientales) et mort le 23 mars 1836 dans ce même village, est un homme politique et historien français. Il a été maire de Ponteilla. Pionnier de l'archéologie dans le département des Pyrénées-Orientales, il a publié de très nombreux articles, dont certains sont les premiers à mentionner des dolmens. Il est également l'un des premiers à s'intéresser à la langue des bohémiens de sa région. Il est un des fondateurs de la Société Agricole, Scientifique et Littéraire des Pyrénées-Orientales, dont il est le président à sa mort.

## Source
- Jean Capeille, « Jaubert de Réart (Joseph) », dans Dictionnaire de biographies roussillonnaises, Perpignan, 1914
- Notice nécrologique dans le Bulletin de la Société philomatique de Perpignan, 1836.